# Boulaincourt
 Boulaincourt  es una población y comuna francesa, en la región de Lorena, departamento de Vosgos, en el distrito de Neufchâteau y cantón de Mirecourt.

## Demografía
| 57 | 53 | 50 | 39 | 37 | 37 |
| Para los censos de 1962 a 1999 la población legal corresponde a la población sin duplicidades (Fuente: INSEE [Consultar]) |    |    |    |    |    |